# Gabão nos Jogos Olímpicos de Verão de 2024
Gabão participou dos Jogos Olímpicos de Verão de 2024, realizados em Paris, na França. Foi a 12.ª aparição do país nos Jogos Olímpicos de Verão desde a estreia em Munique 1972.
Foi representado por cinco atletas que competiram em quatro esportes, mas nenhum conquistou medalhas.

## Competidores
Esta foi a participação por modalidade nesta edição:
| Esporte   | Masculino | Feminino | Total |
| --------- | --------- | -------- | ----- |
| Atletismo | 1         | 0        | 1     |
| Judô      | 0         | 1        | 1     |
| Natação   | 1         | 1        | 2     |
| Taekwondo | 0         | 1        | 1     |
| Total     | 2         | 3        | 5     |

## Desempenho

### Atletismo
Masculino
Eventos de pista
| Atleta               | Evento | Preliminar | Preliminar | Baterias    | Baterias    | Semifinal   | Semifinal   | Final       | Final       | Ref.  |
| Atleta               | Evento | Tempo      | Pos.       | Tempo       | Pos.        | Tempo       | Pos.        | Tempo       | Pos.        | Ref.  |
| -------------------- | ------ | ---------- | ---------- | ----------- | ----------- | ----------- | ----------- | ----------- | ----------- | ----- |
| Wissy Frank Moukoula | 100 m  | 10.59      | 3          | Não avançou | Não avançou | Não avançou | Não avançou | Não avançou | Não avançou | [ 5 ] |

### Judô
Feminino
| Atleta          | Evento    | Primeira fase         | Oitavas              | Quartas              | Semifinais           | Repescagem           | Final / DB           | Final / DB | Ref.  |
| Atleta          | Evento    | Adversário Resultado  | Adversário Resultado | Adversário Resultado | Adversário Resultado | Adversário Resultado | Adversário Resultado | Pos.       | Ref.  |
| --------------- | --------- | --------------------- | -------------------- | -------------------- | -------------------- | -------------------- | -------------------- | ---------- | ----- |
| Virginia Aymard | Até 48 kg | PAR G Narváez D 00–11 | Não avançou          | Não avançou          | Não avançou          | Não avançou          | Não avançou          | =17        | [ 6 ] |

### Natação
Masculino
| Atleta     | Evento     | Eliminatórias | Eliminatórias | Semifinal   | Semifinal   | Final       | Final       | Ref.  |
| Atleta     | Evento     | Tempo         | Pos.          | Tempo       | Pos.        | Tempo       | Pos.        | Ref.  |
| ---------- | ---------- | ------------- | ------------- | ----------- | ----------- | ----------- | ----------- | ----- |
| Adam Mpali | 50 m livre | 28.47         | 68            | Não avançou | Não avançou | Não avançou | Não avançou | [ 7 ] |

Feminino
| Atleta        | Evento     | Eliminatórias | Eliminatórias | Semifinal   | Semifinal   | Final       | Final       | Ref.  |
| Atleta        | Evento     | Tempo         | Pos.          | Tempo       | Pos.        | Tempo       | Pos.        | Ref.  |
| ------------- | ---------- | ------------- | ------------- | ----------- | ----------- | ----------- | ----------- | ----- |
| Noëlie Lacour | 50 m livre | 27.68         | 46            | Não avançou | Não avançou | Não avançou | Não avançou | [ 8 ] |

### Taekwondo
Feminino
| Atleta           | Evento    | Preliminar           | Oitavas              | Quartas              | Semifinais           | Repescagem           | Final / DB           | Final / DB  | Ref.  |
| Atleta           | Evento    | Adversário Resultado | Adversário Resultado | Adversário Resultado | Adversário Resultado | Adversário Resultado | Adversário Resultado | Pos.        | Ref.  |
| ---------------- | --------- | -------------------- | -------------------- | -------------------- | -------------------- | -------------------- | -------------------- | ----------- | ----- |
| Emmanuella Atora | Até 57 kg | N/A                  | CHN Luo Z D 0–2      | Não avançou          | Não avançou          | Não avançou          | Não avançou          | Não avançou | [ 9 ] |